# 汎用ロジックIC
汎用ロジックIC（はんようロジックアイシー）とは、様々な論理回路に共通して必要とされる個々の機能を1つの小型パッケージにまとめた小規模な集積回路である。
ANDゲート、ORゲート、NOTゲート、NANDゲート、NORゲート、ExORゲートといったゲート回路や、フリップフロップ、カウンタ、レジスタ、シフトレジスタ、ラッチ、エンコーダ/デコーダ、マルチプレクサ/デマルチプレクサ、加算器、コンパレータといった簡単な論理機能ブロックなどのデジタル回路が主体であるが、そういった論理回路だけでなく、バッファやインバータといった論理というよりは駆動電流を増強するアンプの役割をする回路も含まれている。
また、場合によっては、電気的なスイッチであるアナログスイッチや、アナログマルチプレクサ、発振器あるいは位相同期回路（PLL）など、ほとんどロジック（論理）と呼べないアナログ回路に属するものも含める場合もある。

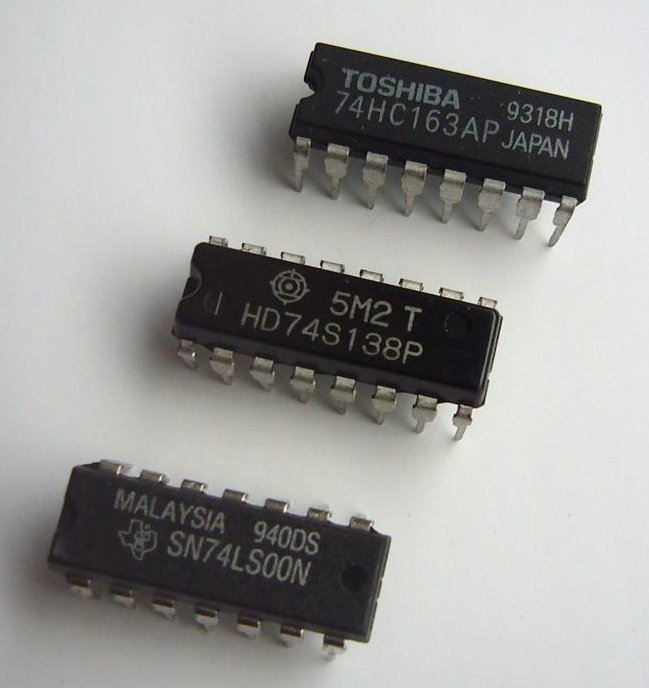
74シリーズのTTL IC及び互換CMOS ICの例。手前よりテキサスインスツルメンツ製74LS00、日立製74S138、東芝製74HC163。

## シリーズ
汎用ロジックICは、電源電圧や入出力インターフェースを統一した製品群として開発されている。この製品群は「シリーズ」もしくは「ファミリー」と呼ばれることが多い。
汎用ロジックICのシリーズは、米テキサス・インスツルメンツ社が開発したTTLの7400シリーズと米RCA社（当時）が開発したCMOSの4000シリーズおよび米モトローラ社（現・オン・セミコンダクター社）が4000シリーズを独自に拡張した14500シリーズが有名である。これらは、事実上の業界標準（デファクトスタンダード）である事から、「標準ロジックIC」と呼ばれることが多い。
こういった各製品シリーズは機能毎に部品番号が付けられており、動作条件の差異は数字に付加する記号で表している。すなわち、番号を特定すれば論理的な仕様が特定されて、各端子に対する機能割り当てであるピン配置も定まる。
ただし、基本的に番号に規則性はなく、例外的なピン配置のICも多数あるため、機能を参照したい場合は規格表やメーカーが提供するデータシートを見る必要がある。規格表は、CQ出版社より『汎用ロジック・デバイス規格表』として出版されているものが広く用いられている。
1990年代以降は、汎用ロジックICが使われる場面は少なくなっている。これは、安価なワンチップマイコン、ASICやユーザが自由に書換え可能なプログラマブルロジックデバイス（PLD、FPGA）の普及、基板実装の高密度化、信号の高速化などによる。その一方で、近年は1つまたは2つなどの少数の論理回路をパッケージングしたシリーズや、小型化・高速化・低電圧駆動・低消費電力などの機能強化を進めたメーカー独自の汎用ロジックICのシリーズの開発が進んでいる。また、パッケージも従来のDIPからSOP、SSOPなどの表面実装型へと主流が移り変わっている。

## 飽和形
ON状態のときトランジスタを飽和領域で使用するものである。

### TTL以前
- RTL（Resistor-transistor logic）
最初期の論理回路。入力ネットワークとして抵抗器を使い、スイッチングデバイスとしてバイポーラトランジスタを使った。
後にDTLに取って代わられた。

- DTL（Diode-transistor logic）
論理機能をダイオードを用いて構成し、インバータ・バッファにトランジスタを用いたもの。
  - SN15830(SN151830)シリーズ (動作温度 0℃ to 75℃)
  - SN15930(SN151930)シリーズ (動作温度 -55℃ to 125℃)

- DCTL（Direct-coupled transistor logic）
DTLの論理機能もトランジスタを用いて構成したもの。

それぞれ、抵抗、ダイオードとトランジスタで構成された論理回路で、デジタルIC開発初期に作られたが、ノイズに弱く、消費電力が多い、高速化が難しいなどの理由から1980年代以降はほとんど使用されない。簡単な回路では、RTLやDTLの考え方に基づいて個別部品を使って論理回路を組むことで部品数が削減できることがある。
この他にHTL（High Threshold Logic; DTLのダイオードにツェナーダイオードを用いたもの）も存在した。HTLはDTLのダイオードの部分にツェナーダイオードを用いたもので、ノイズマージンが非常に広いため一部計装用に用いられた。

### TTL
TTL（Transistor Transistor Logic）汎用ロジックICシリーズは、単電源でTTLレベルの入出力インターフェースに統一されたものである。1962年にテキサス・インスツルメンツ社が製造をはじめた。74で始まる4桁または5桁の型番が付いているため74シリーズと呼ばれる。番号別に機能とピン配置が統一され、セカンドソースも豊富にあったため広く使われた。通常、単一電源でありモノリシック集積回路として作られている。3ステートバスなどの標準入出力インターフェースを持つ。軍用規格で規定された使用可能温度範囲の広いICは、主に米軍での使用を想定して、民生用の74シリーズに対して54シリーズが作られた。54シリーズは74シリーズと下位の番号に互換性があり、74xxの軍用規格が54xxとされ、ピン配置も一部を除き同一である。軍用ICという名称であっても、軍事使用だけに限定されず、自動車電装用部品など高温・多湿の環境下での民生用途にも使用されており、汎用品より高価格となるが民間でも購入・使用されている。
TTL標準シリーズから、高速版、低消費電力版、高速・低消費電力版などのバリエーションを広げ、初期のマイクロプロセッサの応用の広がりとともにさらに普及した。
- TTL（Standard TTL or N-TTL）：標準型のTTL。
- S-TTL（Schottky TTL）：ショットキーバリアダイオードを利用し高速化[注 3]したもの。
- LS-TTL（Low power Schottky TTL）：S-TTLから、さらに低消費電力化したもの。比較的普及した。
- L-TTL（Low power TTL）：TTL標準シリーズの改良品として、同一の基本回路のまま内部の抵抗などの値を調整して低電力化を行なったもの。
- H-TTL（Highspeed TTL）：TTL標準シリーズの改良品として、高速動作を図ったもの。

L-TTLとH-TTLは、それほど普及しないまま、後に登場したS-TTLやLS-TTLに取って代わられた。
- ALS-TTL（Advanced Low power Schottky TTL）：TTLの改良世代ファミリーの中では最後でもあり、比較的普及した。
- AS-TTL（Advanced Schottky TTL）：S-TTLの改良型であり、高速動作が求められる箇所に使用された。
- F-TTL（Fairchild advanced schottky TTL、FAST TTL）：フェアチャイルド社の開発したS-TTLの改良型である。

これらの規格は「74」とそれに続く番号の間に1-3文字のアルファベットを含めることにより示される。例えば、Low power Schottkyの6回路Inverter回路であれば、「74LS04」となる。後述のCMOSタイプの74HCシリーズ等も同様である。
稀に上記のタイプによっては、高速化のために、独自のピン配置としているものもあるが、一般的に入手可能なLSタイプやHCタイプでは、このような例外はない。

### CMOS
CMOS汎用ロジックICシリーズは、単電源でCMOSレベルの入出力インターフェースに統一されたものである。CMOS汎用ロジックICは、1968年に米RCA社が開発した4000シリーズが当初、標準であったが、先に普及したTTLとは互換性が無かった。後にTTLの74シリーズと機能・ピン配置互換で、動作速度も同等でありながら消費電力の少ないシリーズが登場したため、TTLを置換え普及した。
- 4000B/UBシリーズ
- 4500B/UBシリーズ
- 74C/40H[注 7]
- 74HC/HCU/HCTシリーズ（High-speed CMOS）
- 74AC/ACTシリーズ（Advanced CMOS）
- 74AHC/AHCTシリーズ（Advanced High-speed CMOS）
- 74VHC/VHCTシリーズ（Very High-speed CMOS）
- 74FCTシリーズ
- 74LV/LVX/LVQシリーズ
- 74LCX/LVCシリーズ
- 74ALVC/VCXシリーズ（Advanced Low-Voltage CMOS / Very low-voltage）

4000シリーズは電源電圧範囲が3-18V、米モトローラ社（当時）が開発した4500シリーズは3-15Vと広く、それぞれ出力部にバッファ回路を設けデジタル回路としての動作を確実にしたBシリーズとバッファ回路を省略して高速動作を可能にしたUBシリーズに分かれる。本来の使用法ではないが、UBシリーズは入力と出力を抵抗器で接続することで増幅動作をするなど、アナログ回路のような動作も可能である。

電源電圧範囲が3-15Vの74Cシリーズを元に74HCシリーズが登場した。電源電圧範囲が2-8Vの40Hシリーズは、名称こそ4000シリーズと似ているが、実際には74系のロジックである。
74HC/74ACシリーズは電源電圧範囲が2-6VでTTLの74シリーズと機能・ピン配置互換にしたもの。74HCTや74ACT、74AHCTなど型番にTが入ったシリーズは、出力レベルはCMOSだが入力レベルをTTLと同一にしたものである。電源電圧範囲が4.5-5.5Vで、この範囲を外れるとTTLレベル入力が保障されなくなる。
74AHC/AHCT/VHC/VHCTシリーズは74HC/ACを高速・低消費にして、さらに入力を5Vトレラントにしたものである。AHC/AHCTとVHC/VHCTはほぼ同種であり、基本的にメーカーの呼び方の違いである。
1990年代中頃登場した74FCTまでは5V動作を主体としてきたが、その後、1990年代中頃から2000年代初頭にかけて現れた74LV/LVX/LVQシリーズは3.3Vや2.5V程度の電源動作を主体としている。74LV/LVX/LVQシリーズは、中低速のCMOSによる汎用ロジックICとして入手し易い代表的なものである。電源は3.3V系であるが、5Vトレラントである。LV/LVX/LVQの3つのシリーズは、それぞれメーカーによって特性が少しずつ異なる。74LCX/LVCシリーズは3.3V高速CMOSであり74VCXシリーズは2.5V高速CMOSである。74系CMOSロジックのうち、バスバッファロジックの中にはTTLと異なりシュミットトリガ入力でないものもあるので、TTLからの置き換えの際には注意が必要。

### BiCMOS
BiCMOSは、内部がCMOS回路で電力消費を抑えながら、出力段は大電流ドライブが可能なTTL回路になっている単一電源のものである。MOSとバイポーラ双方のプロセスが必要なためコスト高となる。
- 74BC/BCTシリーズ（BiCMOS bus-interface technology）
- 74ABTシリーズ

74BC/BCTシリーズは、バス・インターフェース用の品種のみ製造されている。電源は5V系である。
74ABTシリーズは、BCTシリーズを高速、高ドライブ、低消費電力に改良したものである。バス・インターフェース用の品種のみ製造されている。電源は5V系である。

### IIL
1971年に発明された。I2Lとも呼ばれる。初期のCMOSよりも高速かつTTLよりも消費電力が少ないため、CMOSが高速化するまで使われていた。
IILは、コレクタ出力とベース入力の間に抵抗がないという点ではDCTLと似ている。しかし、IILは、ベース入力に電流源を接続しているためノイズ耐性があり、高速であった。
集積回路としては容易に集積度を上げることが出来るため、LSIの内部回路として使用されることがあった。

## 非飽和形
トランジスタを非飽和領域で使用するものである。消費電力は多くなるが、高速動作が可能である。
1980年代まで、大型コンピュータなどに使用されていたが、CMOSの高速化・大規模集積化により使用されなくなった。
- ECL（Emitter Coupled Logic、エミッタ結合論理）
  - 10k …型名が10xxxの5ケタとなることから。メーカー（モトローラ＝現オン・セミコンダクター）の公式略称。
  - 100k…同じく100xxxの6ケタとなることから。10kシリーズの高性能版または機能拡張版として発売された。

## 2つの規格
基本的なゲート回路のラインナップは「7400シリーズ」（TTL）、「4000シリーズ」（CMOS）の間で大きな差はないが、機能ブロックについてはかなり違いがある。機能ブロックのラインナップとしては、CMOSの方が低消費電力であるという特徴を生かし、比較的回路規模が大きく特殊なものが多い傾向にある。
TTL互換CMOSである74HCシリーズにおいても、4000シリーズにしか存在しない、有用な機能ブロックについては74HC/HCT4000番台として組み入れられているものもある。
標準ロジックICの同一ファミリー同士では、出力側につながる他の入力回路を最大いくつまで駆動できるか、それぞれのICごとに「ファンアウト数」として示すことで、回路設計の簡略化を計っていた。厳密には接続された全ての入力回路の最大吐き出し電流をカタログから拾って合計し、出力回路の能力と比べないと、正確な設計とはいえないが、ひとつの目安としては機能している。

### 7400シリーズ

#### バッファ、インバータ
バッファとインバータは本来、緩衝器（Buffer）と反転回路（Inverter）のことを指す。バッファは出力側の信号線に多数の入力回路をつなげても十分な駆動電流を吸い込めるだけの強力な出力段トランジスタを備えたアンプのような役割を担い、一部のインバータも同様の機能を備えたものがある。これらのICの多くがバスの駆動に使用されるため、4ビットや8ビットといった複数の同一回路を備えているものが多い。論理回路の設計では全てを「正論理」で扱えれば混乱が起きずに良いはずであるが、わざわざインバータという「正論理」⇔「負論理」を反転する回路が多いのは、内部トランジスタの回路構成がインバータというNOT回路のほうが単純で済み、伝送遅延や消費電力が少なくて済むためである。
- 7404:6回路Inverter

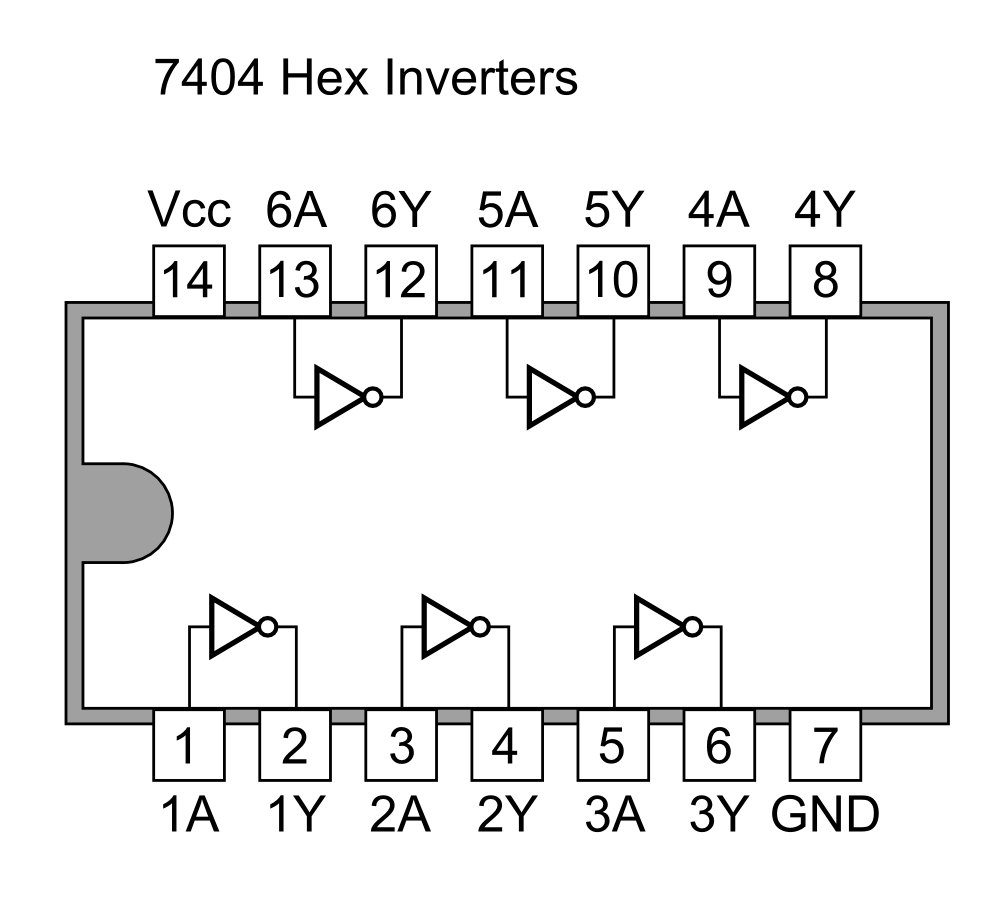
7404 6回路インバータ

- 7405:6回路Inverter(出力がオープンコレクタ)
- 7406:6回路Inverter(出力がオープンコレクタ、高電圧対応)
- 7407:6回路Buffer(出力がオープンコレクタ、高電圧対応)
- 7414:6回路Inverter(シュミットトリガ型)
- 7416:6回路Inverter(出力がオープンコレクタ、高電圧対応)
- 7417:6回路Buffer(出力がオープンコレクタ、高電圧対応)
- 7419:6回路Inverter(シュミットトリガ型)
- 7434:6回路Buffer
- 7435:6回路Buffer(出力がオープンコレクタ)
- 7463:6回路Buffer(入力が電流駆動型)
- 74125:4回路Buffer(3ステート:イネーブルが負論理)
- 74126:4回路Buffer(3ステート:イネーブルが正論理)
- 74226:4ビット双方向バストランシーバ(ラッチ付き)
- 74240:8ビットInverter(3ステート)
- 74241:8ビットBuffer(3ステート)
- 74242:4ビット双方向バストランシーバ
- 74243:4ビット双方向バストランシーバ
- 74244:8ビットバストランシーバ
- 74245:8ビット双方向バストランシーバ
- 74265:4回路Buffer/Inverter
- 74365:6回路バスドライバ
- 74366:6回路バスドライバ
- 74367:6回路バスドライバ
- 74368:6回路バスドライバ
- 74425:4回路Buffer
- 74426:4回路双方向バストランシーバ
- 74427:4回路3方向バストランシーバ
- 74449:4回路双方向バストランシーバ
- 74465:8回路Buffer(3ステート)
- 74466:8回路Buffer(3ステート)
- 74467:8回路Buffer(3ステート)
- 74468:8回路Buffer(3ステート)
- 74540:8回路バスInverter
- 74541:8回路バスBuffer
- 74623:8ビット双方向バストランシーバ

#### NAND/ANDゲート
- 7400:4回路2入力NANDゲート

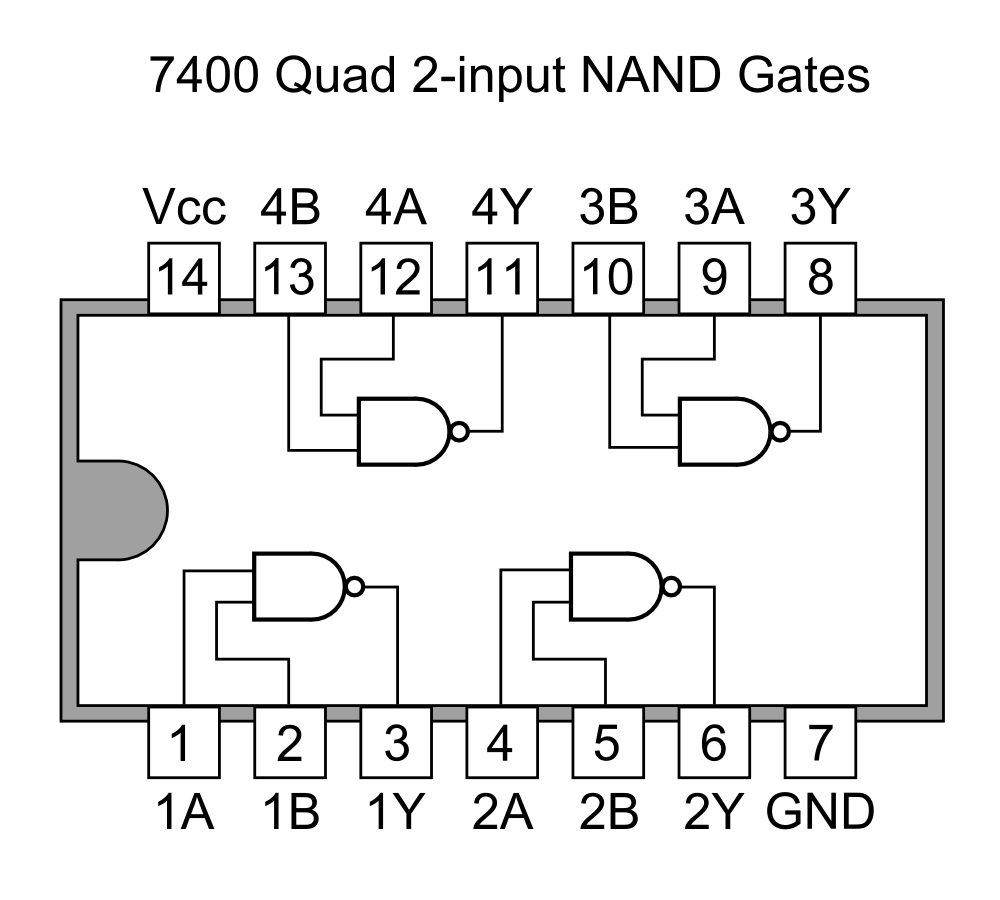
7400 4回路2入力NANDゲート

- 7401:4回路2入力NANDゲート(出力がオープンコレクタ:ピン配置は7400と異なる)
- 7408:4回路2入力ANDゲート
- 7409:4回路2入力ANDゲート(出力がオープンコレクタ)
- 7410:3回路3入力NANDゲート
- 7411:3回路3入力ANDゲート
- 7412:3回路3入力ANDゲート(出力がオープンコレクタ)
- 7413:2回路4入力NANDゲート(シュミットトリガ型)
- 7415:3回路3入力ANDゲート(出力がオープンコレクタ)
- 7418:2回路4入力NANDゲート(シュミットトリガ型)
- 7420:2回路4入力NANDゲート
- 7421:2回路4入力ANDゲート
- 7422:2回路4入力NANDゲート(出力がオープンコレクタ)
- 7426:4回路2入力NANDゲート(高電圧対応)
- 7430:1回路8入力NANDゲート
- 7437:4回路2入力NANDゲート
- 7438:4回路2入力ANDゲート(出力がオープンコレクタ)
- 7440:2回路4入力NANDゲート
- 74132:4回路2入力NANDゲート(シュミットトリガ型)
- 74133:1回路13入力NANDゲート
- 74140:2回路4入力NANDゲート(50Ωラインドライバ)

#### NOR/ORゲート
- 7402:4回路2入力NORゲート

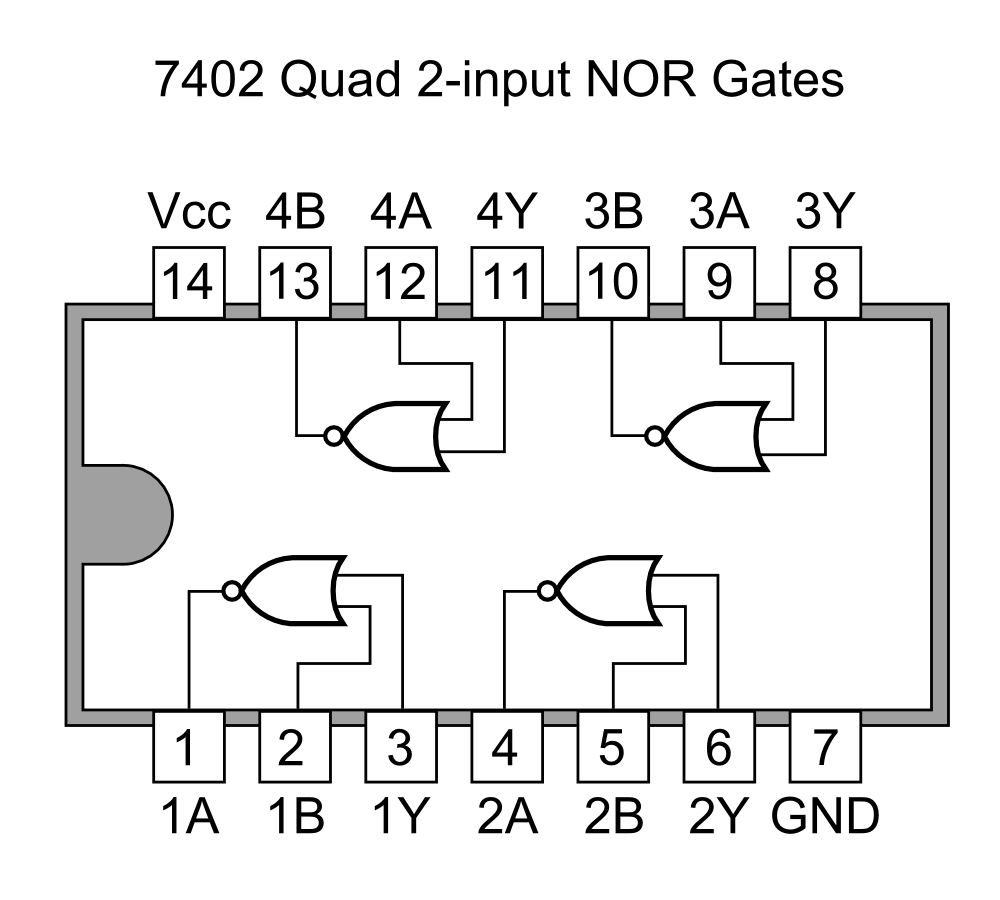
7402 4回路2入力NORゲート

- 7403:4回路2入力NORゲート(出力がオープンコレクタ)
- 7424:4回路2入力ORゲート(シュミットトリガ型)
- 7425:2回路4入力NORゲート(STROBE付き)
- 7427:3回路3入力NORゲート
- 7428:4回路2入力NORゲート(7402のバッファ型)
- 7432:4回路2入力ORゲート
- 7433:4回路2入力NORゲート(出力がオープンコレクタ)
- 7436:4回路2入力NORゲート(ピン配置は7402と異なる)
- 7436:4回路2入力NORゲート(50/75Ωラインドライバ)
- 74260:2回路5入力NORゲート

#### ExORゲート
- 7486:4回路2入力ExORゲート

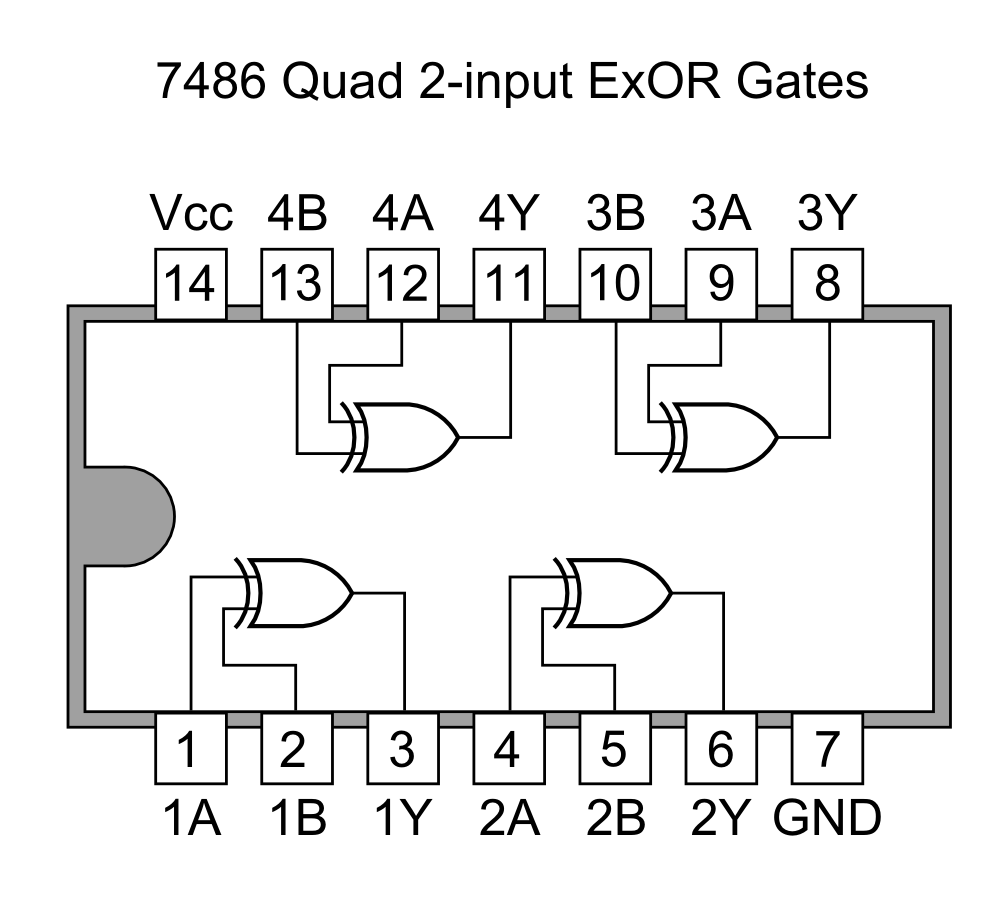
7486 4回路2入力ExORゲート

- 74136:4回路2入力ExORゲート(出力がオープンコレクタ)
- 74266:4回路2入力ExNORゲート(出力がオープンコレクタ)
- 74386:4回路2入力ExORゲート(ピン配置は7486と異なる)

#### フリップフロップ/ラッチ
ラッチは、クロック信号の制御によって入力信号の状態を保持し続けるものである。クロック"がHi"の間は入力がそのまま出力へ伝わるが、クロックが"Lo"になると入力の変化は遮断され、クロックの立上がりまではクロックの立下がった時点での入力の論理値が出力に保持される。
- 7473:2回路JK-フリップフロップ(CLR付き)
- 7474:2回路D-フリップフロップ(PRESET/CLR付き)
- 7475:4回路D-ラッチ
- 7476:2回路JK-フリップフロップ(PRESET/CLR付き)
- 7478:2回路JK-フリップフロップ(PRESET/CLR付き、CLOCK,CLR共通)
- 74100:8ビットラッチ
- 74107:2回路JK-フリップフロップ(CLR付き)
- 74109:2回路JK-フリップフロップ(ポジティブエッジトリガ:PRESET/CLR付き)
- 74111:2回路JK-マスター-スレーブ型フリップフロップ
- 74112:2回路JK-フリップフロップ(ネガティブエッジトリガ:PRESET/CLR付き)
- 74113:2回路JK-フリップフロップ(ネガティブエッジトリガ:PRESET付き)
- 74114:2回路JK-フリップフロップ(ネガティブエッジトリガ:PRESET/CLR付き、CLOCK,CLR共通)
- 74115:2回路4ビットラッチ
- 74171:4回路D-フリップフロップ
- 74174:6回路D-フリップフロップ
- 74175:4回路D-フリップフロップ
- 74259:8ビットアドレス可能ラッチ
- 74273:8回路D-フリップフロップ
- 74276:4回路J-K-フリップフロップ
- 74279:4回路RS-フリップフロップ
- 74373:8回路D-ラッチ
- 74374:8回路D-フリップフロップ
- 74375:4ビット双方向ラッチ
- 74376:4回路J-K-フリップフロップ
- 74377:8回路D-フリップフロップ
- 74378:6回路D-フリップフロップ
- 74379:4回路D-フリップフロップ
- 74412:8ビットマルチモードラッチ

#### エンコーダ/デコーダ

##### エンコーダ
- 74147:十進-BCDエンコーダ
- 74148:8-3八進エンコーダ
- 74348:8-3エンコーダ

##### デコーダ
- 7442:BCD-十進4-10デコーダ
- 7443:BCD-十進4-10デコーダ(大電流出力対応)
- 74137:3-8デコーダ(ラッチ付き)
- 74138:3-8デコーダ
- 74139:2回路2-4デコーダ
- 74145:BCD-十進4-10デコーダ
- 74154:4-16デコーダ
- 74155:デコーダ(複合機能:トーテムポール出力)
- 74156:デコーダ(複合機能:オープンコレクタ出力)
- 74159:4ビット-16入力デコーダ

##### 7セグメントデコーダ
- 7446:BCD-7セグメントデコーダ(30V出力)
- 7447:BCD-7セグメントデコーダ(15V出力)
- 74141:BCD-ラインデコーダ(オープンコレクタ、ニキシー管のドライブ用)
- 74247:BCD-7セグメントデコーダ(オープンコレクタ、0サプレス)
- 74249:BCD-7セグメントデコーダ(オープンコレクタ、0サプレス)

#### データセレクタ(マルチプレクサ/デマルチプレクサ)
- 74150:4ビット-16入力データセレクタ
- 74151:3ビット-8入力データセレクタ
- 74152:2回路2ビット-4入力データセレクタ
- 74153:2回路4-1データセレクタ
- 74157:4回路2ビット2入力データセレクタ
- 74158:4回路2ビット2入力データセレクタ(入出力バッファ付き)
- 74251:3ビット-8入力データセレクタ(3ステート出力)
- 74253:2回路4-1データセレクタ(3ステート出力)
- 74257:4回路2-1データセレクタ(3ステート出力)
- 74258:4回路2-1データセレクタ(3ステート出力)
- 74352:2回路4-1データセレクタ
- 74353:2回路4-1データセレクタ
- 74354:8-1データセレクタ(レジスタ付き、3ステート)
- 74355:8-1データセレクタ(フリップフロップ付き、オープンコレクタ)
- 74356:8-1データセレクタ(フリップフロップ付き、オープンコレクタ)
- 74357:8-1データセレクタ(フリップフロップ付き、オープンコレクタ)

#### カウンタ
カウンタで重要なのは、同期式か非同期式かである。同期式では直列に接続されたフリップフロップの各段全ての入力にクロック信号のゲートが備えられているために、フリップフロップの各段の出力信号はばたつかずに安定している。非同期式はクロック信号による入力の制御が無いために、後段になるほど前段で変化した論理出力の影響を受けて、この出力から合成された信号がばたつく（グリッチ）ことがある。またクリアの内部動作に差があると正しくリセットされない段が生じる（ハザード）。こういった意図しない出力が動作を不安定にすることがある。非同期式は内部回路が簡単なので伝送遅延が少なく低消費でなによりクロック信号の設計が不要となる。回路規模が大きくなるとクロック信号線を駆動するには大電流を要し、動作速度低下の原因ともなる。瞬間的に全てが動作する同期式では電源ラインと接地ラインもより強力なものが求められ、ノイズへの対応も難しくなる。
- 7456:50対1分周器
- 7457:60対1分周器
- 7490:2進-5進非同期カウンタ
- 7492:12進非同期カウンタ
- 7493:2進-8進非同期カウンタ
- 7497:6ビット分周器
- 74143:7セグメント表示カウンタ
- 74144:7セグメント表示カウンタ(オープンコレクタ)
- 74160:同期4ビット10進カウンタ
- 74161:同期4ビット2進カウンタ
- 74162:同期4ビット10進カウンタ
- 74163:同期4ビット2進カウンタ
- 74167:同期十進分周器
- 74168:4ビットアップ/ダウン同期十進カウンタ
- 74169:4ビットアップ/ダウン同期バイナリカウンタ
- 74185:バイナリ-BCD変換器
- 74190:同期十進アップ/ダウンカウンタ(プリセット付き)
- 74191:同期4ビットアップ/ダウンカウンタ(プリセット付き)
- 74192:同期十進アップ/ダウンカウンタ(プリセット付き)[4]
- 74193:同期4ビットバイナリアップ/ダウンカウンタ(プリセット付き)[4]
- 74196:プリセット可能十進カウンタ
- 74197:プリセット可能バイナリカウンタ
- 74290:十進カウンタ
- 74292:プログラム可能周波数分周器
- 74293:4ビットバイナリカウンタ
- 74294:プログラム可能周波数分周器
- 74490:2回路2進-5進非同期カウンタ

#### レジスタ
- 7491:8ビットシフト・レジスタ
- 74164:8ビットシリアル入力/パラレル出力シフト・レジスタ
- 74165:8ビットパラレル入力/シリアル出力シフト・レジスタ
- 74166:8ビットパラレル入力シフト・レジスタ
- 74173:4ビットD-タイプレジスタ
- 74178:4ビット汎用シフト・レジスタ
- 74179:4ビット汎用シフト・レジスタ
- 74194:4ビット双方向汎用シフト・レジスタ
- 74195:4ビット並列アクセスシフト・レジスタ
- 74273:8ビット・レジスタ
- 74194:4ビット直列入力-並列出力/並列入力-直列出力シフト・レジスタ（右/左シフト切替可能）
- 74195:4ビット直列入力-並列出力/並列入力-直列出力シフト・レジスタ
- 74198:8ビット双方向汎用シフト・レジスタ
- 74250:4ビット-16入力データセレクタ
- 74298:4回路2入力マルチプレクサ
- 74299:8ビット双方向汎用シフト/記憶・レジスタ
- 74322:8ビットシフト・レジスタ
- 74323:8ビット双方向シフト・レジスタ
- 74390:2回路十進カウンタ
- 74393:2回路バイナリカウンタ
- 74395:4ビット双方向シフト・レジスタ
- 74396:4回路レジスタ
- 74398:4回路2入力マルチプレクサ
- 74399:4回路2入力マルチプレクサ

#### 演算器
- 7482:2ビットバイナリ全加算器
- 7485:4ビット比較演算器
- 74181:4ビットALU（算術・論理演算器）
- 74182:ルックアヘッドキャリー生成器
- 74261:2ビット-4ビット乗算器
- 74283:4ビットバイナリ全加算器
- 74285:4ビット-4ビット乗算器(74284必要)
- 74381:4ビットALU(算術・論理演算器)
- 74382:4ビットALU(算術・論理演算器)
- 74383:8ビット補数乗算器
- 74385:4回路シリアル加算/減算器
- 74518:8ビット比較器
- 74520:8ビット比較器
- 74521:8ビット比較器
- 74688:8ビット比較器

#### その他
- 7431:ディレイ用素子群(2-1NAND×2、バッファ×2、インバータ×2)
- 7451:AND-NORゲート
- 7464:4-2-3-2 AND-NORゲート
- 7465:4-2-3-2 AND-NORゲート(オープンコレクタ出力)
- 74120:2回路パルスシンクロナイザ
- 74121:単安定マルチバイブレータ
- 74122:単安定マルチバイブレータ(再トリガ、CLR付き)
- 74123:2回路単安定マルチバイブレータ(再トリガ、CLR付き)
- 74124:2回路電圧制御発振器
- 74135:4回路XOR-OR/NORゲート
- 74221:2回路単安定マルチバイブレータ
- 74180:8ビットパリティ生成/検査
- 74280:9ビットパリティ生成/検査
- 74286:9ビットパリティ生成/検査
- 74297:PLL
- 74321:水晶発振器
- 74422:単安定マルチバイブレータ
- 74423:単安定マルチバイブレータ

### 4000シリーズ
- 4069:6回路Inverter
- 4050:6回路Buffer

- 4011:4回路2入力NANDゲート
- 4001:4回路2入力NORゲート
- 4081:4回路2入力ANDゲート
- 4071:4回路2入力ORゲート
- 4030:4回路2入力ExORゲート

- 4023:3回路NANDゲート
- 4025:3回路NORゲート
- 4072:2回路4入力ORゲート
- 4073:3回路ANDゲート
- 4075:3回路3入力ORゲート
- 4078:8入力ORゲート

- 4043:4回路RS-フリップフロップ
- 4042:4回路D-ラッチ
- 4013:2回路D-フリップフロップ
- 4027:2回路JK-フリップフロップ

- 4510:BCD Up/Downカウンタ
- 4553:3桁BCDカウンタ
- 4024:7ステージ2進非同期カウンタ
- 4040:12ステージ2進非同期カウンタ
- 4020:14ステージ2進非同期カウンタ

- 4076:4ビット・レジスタ
- 4015:2回路4ビット直列入力-直列出力シフト・レジスタ
- 4006:18ステージ・シフト・レジスタ
- 4517:64ビット・シフト・レジスタ

- 4581:4ビットALU（算術・論理演算器）

- 4046:PLL(電圧制御発振器+位相比較器)
- 4051:8chアナログ・マルチプレクサ/デマルチプレクサ（アナログスイッチ）
- 4052:2回路4chアナログ・マルチプレクサ/デマルチプレクサ（アナログスイッチ）
- 4053:3回路2chアナログ・マルチプレクサ/デマルチプレクサ（アナログスイッチ）
- 4066:4回路バイラテラル・スイッチ（アナログスイッチ）
- 4511:BCD to 7セグメント ラッチ/デコーダ/ドライバ

## 20世紀から21世紀の動向
1970年代から1980年代は、LSIの登場によってロジックICは汎用ロジックICとなって大規模なLSI回路の周辺で細かな信号の変換や分配、切り替えを行う「グルー」（glue、糊）としての役割を担い、デジタル電子機器には欠かせないものとなっていた。
20世紀末からはPLDのように雑多なデジタル回路を複数まとめて1つのパッケージ内に取り込める新たなICの広がりによって、パッケージ当りのトランジスタ数やゲート数の少ない汎用ロジックICは、相対的にプリント基板上で場所を占めるようになり、小型軽量低消費で低コストという時代の流れから取り残されていった。
21世紀初頭現在では、汎用ロジックICは産業用や軍事用で従来の設計を変更したくない用途では使用が継続されているがそれらの絶対需要用は小さく年々縮小している。小型化が進み量産される民生用電子機器で採用されることは少なくなり、量産前の開発段階で使用される場合や、専用設計されたLSIやその周辺のグルー専用ロジックICで構成された回路上の小さな修正などで使用される程度になっている。民生品での修正でも基板上の実装面積は最小であることが望ましく、そういった要求に対応して、従来4ゲートや6ゲートといった数の基本ゲートを1ゲートだけ含んで極小の表面実装パッケージのUSV形状にしたL-MOSという汎用のCMOSロジックICも登場している。